# راجا هندوستانی
«راجا هندوستانی» (انگلیسی: Raja Hindustani) فیلمی هندی است که در سال ۱۹۹۶ منتشر شد. از بازیگران آن می‌توان به عامر خان، کاریسما کاپور و فریدا جلال اشاره کرد.
راجا هندوستانی موفق شد در این سال جایزه بهترین فیلم را فیلم فیر به دست آورد و همچنین جایزه بهترین بازیگر نقش اول مرد برای امیر خان و بهترین بازیگر نقش اول زن برای کاریسما کاپور را به ارمغان آورد.